# Cryptoforis cairncross
Espèce
Cryptoforis cairncross est une espèce d'araignées mygalomorphes de la famille des Idiopidae.

## Distribution
Cette espèce est endémique du Queensland en Australie. Elle se rencontre vers Maleny et Montville, dans le Sud des monts Blackall dans la réserve Mary Cairncross et le parc national Kondalilla.

## Description
Le mâle holotype mesure 26,04 mm et la femelle paratype 27,28 mm.

## Étymologie
Son nom d'espèce lui a été donné en référence au lieu de sa découverte, la réserve Mary Cairncross.

## Publication originale
- Wilson, Raven, Schmidt, Hughes & Rix, 2021 : « Systematics of the spiny trapdoor spider genus Cryptoforis (Mygalomorphae: Idiopidae: Euoplini): documenting an enigmatic lineage from the eastern Australian mesic zone. » The Journal of Arachnology, vol. 49, no 1, p. 28-90.